# Royal Kituro Rugby Club
Il Royal Kituro Rugby Club è un club belga di rugby a 15 fondato nel 1961 a Schaerbeek, un quartiere di Bruxelles. Milita nella Belgian Rugby League, la massima divisione belga, che ha vinto 5 volte tra il 1967 e il 2015.

## Storia
Il club è stato fondato nel 1961 dall'arbitro internazionale Teddy Lacroix insieme al vulcanologo e giocatore di rugby a 15 Haroun Tazieff, che scelse di dare al club il nome del Monte Kituro nell'ex colonia del Congo belga. Il club ebbe sede dal Comune della città di Bruxelles, affermandosi rapidamente come uno dei club principali del Belgio.
Il club ha vinto 5 titoli nazionali, 6 Coppe del Belgio e 2 Supercoppe.
Filippo del Belgio, Re del Belgio, ha militato da ragazzo tra le file del club.

## Palmarès
- Campionato belga di rugby a 15: 5
1967, 1996, 2009, 2011, 2015
- Coppa del Belgio: 6
1969, 1977, 1981, 1983, 1993, 1998
- Supercoppa belga: 2
2011, 2012

## Giocatori di rilievo
- Julien Berger
- Vincent Debaty
- Nicolas Meeùs
- Charles Reynaert